# Igora Drive
De Igora Drive is een racecircuit in het resort Igora nabij Novozhilovo, Priozerski, oblast Leningrad, Rusland dat geopend werd in 2019. Het ligt 54 kilometer ten noorden van Sint-Petersburg.

## Circuit
Op het complex zijn tien verschillende circuits te vinden. Naast het hoofdcircuit kunnen de diverse banen gebruikt worden voor ovalracing, driften, rallycross, motorcross en karting. Ook is er een eerstehulpcentrum aanwezig. De hoofdtribune heeft een capaciteit van 5.000 mensen, in totaal kunnen er 50.000 mensen plaatsnemen op de tribunes. Het circuit heeft een lengte van 4,086 kilometer en een breedte van twaalf meter. Het verloop kent negen linkerbochten en zeven rechterbochten. Het hoogteverschil op de baan is zeventien meter, op de rallycrossbaan is dit twintig meter. Het circuit kreeg in 2022 een uitbreiding voor de Grand Prix van Rusland in 2023 waarmee de circuitlengte 5,183 kilometer werd en 19 bochten telt.

## Evenementen
Op 26 juni 2021 werd bekend dat vanaf 2023 hier de Formule 1 GP van Rusland gereden zou gaan worden. Door de Russische invasie van Oekraïne in 2022 werd het contract echter opgezegd op 3 maart 2022.